# Чистяков, Николай Михайлович
Никола́й Миха́йлович Чистяко́в (род. 18 августа 1942 года, Алма-Ата, КазССР, СССР) — советский и российский историк, юрист. Специалист в области теории и истории государства и права. Доктор исторических наук, заведующий кафедрой теории и истории государства и права Финансового университета при Правительстве Российской Федерации. Автор свыше 200 научных и учебно-методических работ, в том числе ряда учебников для вузов. Заслуженный работник высшей школы России.

## Биография
Родился 18 августа 1942 года в Алма-Ате (КазССР, СССР).
В 1964 году окончил Усть-Каменогорский государственный педагогический институт, историко-филологический факультет.
С 1964 по 1966 год — учитель Веселовской среднеобразовательной школы.
С 1966 по 1968 год — директор Переваловской среднеобразовательной школы.
С 1968 по 1976 год — ассистент, старший преподаватель, доцент Усть-Каменогорского строительно-дорожного института.
В 1973 году окончил аспирантуру Воронежского государственного университета.
В 1973 году в ВГУ защитил диссертацию на соискание учёной степени кандидата исторических наук. Тема – «Деятельность КПСС по созданию и развитию сырьевой базы цветной металлургии на Рудном Алтае».
С 1976 по 1981 год — доцент, и. о. декана Мелитопольского государственного педагогического института.
С 1986 по 1988 год — заведующий кафедрой Алма-Атинского архитектурно-строительного института.
С 1988 по 1992 год — доцент Алма-Атинской высшей партийной школы.
В 1991 году в Алма-Ате защитил диссертацию на соискание учёного звания доктора исторических наук. Тема – «Политическое воспитание молодёжи. Опыт критического анализа». Специальность 07.00.02 – Отечественная история.
В 1992—1993 годах — главный научный сотрудник Научно-исследовательского центра семьи, заместитель директора по науке.
В 1993—1996 годах — заведующий кафедры права и социального управления Государственной академии сферы быта и услуг.
C 1997 по 2003 год — начальник кафедры государственно-правовых дисциплин Академии налоговой полиции.
Полковник налоговой полиции (2001).
В 2002 году защитил диссертацию на соискание учёного звания кандидата юридических наук. Тема — «Федеральные органы налоговой полиции как субъекты административного права».
С 2003 года — заведующий кафедрой «государственно-правовые дисциплины» Финансовой академии при Правительстве РФ.
Заслуженный работник высшей школы РФ (2003).
Увлечение — поэзия.

## Сфера научных интересов
История России, социальная, экономическая история, политические процессы, проблемы социального управления, теория и история государства и права, юридическая физиогномика.

## Избранные труды

### Монографии
- Чистяков Н. М. Создание сырьевой базы цветной металлургии на Рудном Алтае. — Воронеж: 1972. — 160 с.
- Чистяков Н. М. Творчество интеллигенции — на службу народу. — Алма-Ата: 1985. — 158 с.
- Чистяков Н. М. Социально-политические проблемы молодёжи. — М.: 1989. — 122 с.
- Чистяков Н. М. Деятельность партийных организаций по классовому воспитанию молодёжи в современных условиях. — М.: ИНИОН АН СССР. 1989. – 250 с.
- Чистяков Н. М. Политическое воспитание молодёжи. — Алма-Ата: 1990. — 182 с.
- Чистяков Н. М. Интернационализация духовной жизни в процессе обучения студентов. — Алма-Ата: 1991. — 120 с.
- Чистяков Н. М. Социальное здоровье молодёжи. — М.: 1992. — 135 с.
- Чистяков Н. М. Из истории правового образования социальных работников. — М.: 1993. — 148 с.
- Чистяков Н. М. История физиогномических учений. — М.: 1994. — 120 с.
- Чистяков Н. М. Управление социальными процессами в переходный период. — М.: 1995. — 133 с.
- Чистяков Н. М. Правовые проблемы социального управления. — М.: 1996. — 112 с.

### Учебники, учебные пособия
- Чистяков Н. М. Основы социальной работы. Учебник. — М.: ИНФРА-М, 1997. — 368 с.
  - То же. 2-е изд., испр.. и доп. — М.: ИНФРА-М, 2001. — 395 с.
  - То же. 3-е изд., испр.. и доп. — М.: ИНФРА-М, 2006. — 560  с.
  - То же. 4-е изд., испр.. и доп. — М.: ИНФРА-М, 2012. — 534  с.
- Чистяков Н. М. (в соавторстве). Социальная работа. Учебник. — М.: 2002.
- Чистяков Н. М. (в соавторстве). Социология. Учебник / Рекомендовано Министерством образования Российской Федерации в качестве учебника для студентов, обучающихся по экономическим и гуманитарным специальностям. — М.: Издательско-книготорговый центр «Маркетинг», 2002. — 1036 с.
- Чистяков Н. М., Головня А. И. Теория государства и права. Краткий курс. — М.: Академия экономической безопасности МВД России, 2002. — 77 с.
- Чистяков Н. М. (в соавторстве). История отечественного государства и права в новейшее время (1917—2002). — М.: Академия экономической безопасности МВД России, 2005. — 168 с.
- Чистяков Н. М., Василенко А. И., Максимов М. В. Теория государства и права. — М.: Книжный мир, 2006. — 384 с.
- Чистяков Н. М. (в соавторстве). Юридическая физиогномика. Учебник. — М.: 2006.
- Чистяков Н. М. Юридическая физиогномика. Учебное пособие для студентов, обучающихся по специальности "Юриспруденция" / Рекомендовано Учёным советом по праву, налогам и управлению. — М.: Финансовая академия при Правительстве РФ, 2006. — 172 с.
  - То же. Изд. 2-е, доп. — М: Финансовая академия при Правительстве РФ, 2008. — 180 с. — ISBN 978-5-7942-0551-0[6]
- Чистяков Н. М. Теория государства и права. Учебник / Рекомендовано УМО вузов РФ в качестве учебного пособия для студентов высших учебных заведений. — М.: Издательство «КноРус», 2007. — 280 с.
  - То же. Изд. 2-е, переработ. — М.: Изд. «КноРус», 2015. — 296 с.
- Чистяков Н. М., Козлова Н. Н. Правоведение. Учебное пособие. — М.: Финансовая академия при Правительстве России, 2007. — 136 с.
- Чистяков Н. М. (в соавторстве).  Правоведение. Курс лекций. — М.: Финансовая академия при Правительстве РФ, 2007. — 160 с.
- Чистяков Н. М. (в соавторстве).  Правоведение. Практикум. — М.: Финансовая академия при Правительстве РФ, 2007. — 124 с.
- Чистяков Н. М. Теория государства и права. Учебное пособие / Рекомендовано УМО по образованию в области финансов, учета и мировой экономики в качестве учебного пособия для студентов, обучающихся по специальности «Налоги и налогообложение». — М.: Изд. «КноРус», 2010. — 288 с.
- Чистяков Н. М. Право. Учебное пособие. — М.: ИНФРА-М, 2011. — 316 с.

### Публицистика
- Чистяков Н. М. Судьбоносные и памятные встречи. — М.: Де Либри. 2020. — 182 с. — ISBN 978-5-4491-0720-6

### Статьи
- Чистяков Н. М. Социологические аспекты классового воспитания молодежи. Москва: Академия общественных наук при ЦК КПСС // Социология в партийной работе: основные направления, проблемы, поиски. По материалам международной конференции. Москва, 6-7 декабря 1988 г.
- Чистяков Н. М. Конституционная свобода прав и свобода личности в России // Личность, общество и власть в истории России. — М.: Изд-во РУДН, 1998.
- Чистяков Н. М. Федеральные органы налоговой полиции как субъект административного права. — М.: Академия налоговой полиции ФСНП России, 2002.
- Чистяков Н. М. Налоговая полиция в механизме государства //Актуальные проблемы государства и права. Сборник научных трудов. — М.: Академия налоговой полиции ФСНП России, 2002.
- Чистяков Н. М. Роль налоговой полиции в обеспечении экономической безопасности государства.  – М.: // Сборник научных трудов. — М.: Академия налоговой полиции  России, 2002.
- Чистяков Н. М. Российская Федерация и Республика Казахстан: проблемы содружества // Материалы международной конференции. — Усть-Каменогорск: МКИОС РК, 2002.
- Чистяков Н. М. Организационно-правовые аспекты сотрудничества правоохранительных органов России с зарубежными государствами в сфере борьбы с экономической преступностью. Сборник научных трудов. — М.: АНП ФСНП России, 2002.
- Чистяков Н. М. Взаимодействие ФСНП и ФСБ России в сфере обеспечения экономической безопасности государства: проблемы правового регулирования// Актуальные проблемы правовой реформы в государствах - участниках Содружества Независимых Государств: Сборник научных трудов. — М.: АНП ФСНП России, 2002.
- Чистяков Н. М. Зарождение российской государственности // Российское законодательство: тенденции и перспективы. — М.: 2013.

## Звания
- Заслуженный работник высшей школы Российской Федерации. Указ Президента Российской Федерации от 17 марта 2003 года[источник не указан 1505 дней].
- Полковник налоговой полиции. Присвоено приказом директора Федеральной службы налоговой полиции Российской Федерации. 12 сентября 2001 года[источник не указан 1505 дней].

## Членство в общественных организациях
- Член Союза журналистов СССР (ноябрь 1987)
- Член Союза журналистов Москвы (ноябрь 1997)
- Действительный член Российской академии естественных наук (23 июля 2002)
- Член Ассоциации юристов России (24 апреля 2008)